# Yasuhiko Niimura
Yasuhiko Niimura (新村 泰彦 Niimura Yasuhiko?), född 11 maj 1970 i Shizuoka prefektur, är en japansk tidigare fotbollsspelare.
Niimura började sin karriär 1993 i JEF United Ichihara. 1997 flyttade han till Consadole Sapporo. Efter Consadole Sapporo spelade han för Jatco. Han avslutade karriären 2003.